# Вадим Келугер
Вадим Келугер (рум. Vadim Călugher, нар. 7 вересня 1995, Оргіїв) — молдовський футболіст, півзахисник клубу «Сфинтул Георге».
Виступав, зокрема, за клуби «Мілсамі» та «Петрокуб», а також молодіжну збірну Молдови.

## Клубна кар'єра
У дорослому футболі дебютував 2011 року виступами за команду клубу «Мілсамі», в якій провів чотири сезони, взявши участь у 45 матчах чемпіонату. 
Згодом з 2015 по 2016 рік грав у складі команд клубів «Зімбру» та «Сперанца» (Ніспорени).
Своєю грою за останню команду привернув увагу представників тренерського штабу клубу «Петрокуб», до складу якого приєднався 2016 року. Відіграв за клуб з Хинчешти наступні два сезони своєї ігрової кар'єри.
До складу клубу «Сфинтул Георге» приєднався 2018 року. Станом на 30 травня 2018 року відіграв за клуб із Сурученя 6 матчів в національному чемпіонаті.

## Виступи за збірні
У 2012 році дебютував у складі юнацької збірної Молдови, взяв участь у 6 іграх на юнацькому рівні.
У 2015 році залучався до складу молодіжної збірної Молдови. На молодіжному рівні зіграв у 3 офіційних матчах.